# Jyoti Berwal
Jyoti Berwal (ur. 2005) – indyjska zapaśniczka walcząca w stylu wolnym. Zajęła dziesiąte miejsce na mistrzostwach świata w 2023.
Siódma na mistrzostwach Azji w 2025. 
Druga na MŚ U-23 w 2023, a także na mistrzostwach Azji U-23 w 2025. Mistrzyni świata i Azji juniorów w 2024 roku.